# Joystiq
Joystiq är en engelskspråkig webbtidning som skriver om dator- och tv-spel. Verksamheten startade i juni 2004. Webbtidningen är en del av ett nätverk av toppbloggar under Weblogs Inc.